# Arrêté royal du 14 août 1933 portant aménagement des taxes de séjour dues par les étrangers et codification des divers règlements concernant la Police des Etrangers
 (décembre 2020).
L’arrêté royal du 14 août 1933 est une loi composée d’un certain nombre d’articles juridiques qui émanent de l’initiative du gouvernement belge qui sera, par la suite, signé par le Roi, toujours sous contreseing ministériel. Cet arrêté royal porte sur les taxes de séjour que peuvent percevoir les différentes communes belges des différents étrangers travaillant l’ensemble du territoire de la Belgique. De plus cette loi porte également sur la Police des Étrangers.
Dans les années 1930, un individu portait le statut d’étranger, en Belgique, lorsque l’administration communale n’était pas dans la capacité de prouver sa nationalité belge. Actuellement, une personne est considérée comme étrangère lorsqu’elle ne parvient pas à prouver, elle-même, sa nationalité belge à l’administration communale.

## Contexte historico-politique de l’arrêté royal
À la fin de la Première Guerre mondiale, par suite du manque de main d’œuvre belge, le pays fait appel à des personnes étrangères pour venir travailler dans ses entreprises locales et la Belgique va, de ce fait, traverser une vague d’immigration. Les premiers étrangers qui arrivent en tant que migrants proviennent essentiellement de pays proches à la Belgique c’est-à-dire de France, d’Italie, et de Pologne,.
Pendant l’entre-deux-guerres, la Belgique connait également deux arrivées massives de population juive. Dès 1920, les juifs polonais quittent leur pays pour fuir la pauvreté et le régime antisémite qui est fortement présent. Dans les années 1930, l’Allemagne tombe sous le pouvoir du régime nazi et des dizaines de milliers de juifs allemands migrent vers la Belgique en tant que réfugiés politiques.
C’est à la suite de ces événements que la Belgique va mettre en place une police vis-à-vis des étrangers. La population belge reste méfiante concernant cette politique étrangère et même si cela reste compliqué, l’État belge tente d’apaiser cette méfiance au fur et à mesure des années. Les étrangers font partie d’une population qui est considérée comme indésirable et font l’objet d’un traitement policier très strict notamment ceux qui proviennent de puissances ennemies à la Belgique pendant la Première Guerre mondiale,. Le Gouvernement met en place une Police des Étrangers qui a deux missions. Une mission de « filtrage » des migrants et une mission « d’épuration » des étrangers qui sont en séjour légal. La Police des Étrangers doit, de ce fait, contrôler les activités des étrangers et vérifier s’ils ont suivi les procédures pour être en séjour légal en Belgique.

## Arrêté royal en tant que tel
À partir de 1846, les étrangers qui souhaitaient séjourner légalement en Belgique devaient s’inscrire dans le registre de la population de la commune où ils souhaitaient résider. L’arrêté-loi du 12 octobre 1918 réinstaure le passeport et le visa de séjour obligatoire notamment pour les étrangers provenant de puissances ennemies à la Belgique.  Dès août 1933, un arrêté royal est adopté pour les étrangers souhaitant résider en Belgique. Cet arrêté royal donne le plein pouvoir au ministère de la Justice et permet à sa Police des Etrangers de contrôler les personnes entrant dans le Pays. Ces deux organes vont vérifier si l’étranger s’est bien inscrit dans le registre des étrangers de la commune dans laquelle il réside. Une fois son inscription effectuée, l’étranger ayant plus de quinze ans peut résider sur le territoire belge et reçoit un permis de séjour valable pendant six mois, renouvelable.  Ce document est appelé « Certificat d’Inscription au Registre des Étrangers ». Après avoir résidé deux ans en Belgique, l’étranger peut se voir octroyer une carte d’identité renouvelable tous les deux ans,,.

## Évolution de l'arrêté royal
L’arrêté royal du 14 août 1933 a subi de nombreuses modifications jusqu’à aujourd’hui.
Avant la création de cet arrêté royal, les travailleurs migrants obtenaient un permis de séjour qui devait être renouvelé, sous certaines conditions, à son terme. Au bout de 2 ans de séjour, le migrant obtenait un statut de résident. Les procédures d’obtention de ces deux titres, étaient longues et éprouvantes pour les travailleurs ainsi que pour l’administration communale. Cela eut pour conséquence l’abandon de la procédure par l’administration communale vers la fin des années 1920. De ce fait, l’État belge opte pour des formalités plus souples en 1930, impliquant un simple contrôle des migrants permettant d’identifier, d’évaluer et d’inscrire les étrangers dans un registre. Cette procédure rencontre également de multiples lacunes.
Ainsi, l’arrêté royal du 14 août 1933 apparait afin de réformer les conditions de résidence des étrangers en Belgique. C’est cet arrêté qui permet à la politique d’immigration de se concrétiser. Une fois l’inscription faite dans le registre des étrangers, le migrant reçoit une carte d’identité qui lui est spécifique au bout de quelques mois. Cette carte est renouvelable tous les deux ans.
Cet arrêté, régentant l’aménagement des taxes de séjour des étrangers ainsi que leurs règlements concernant la Police, a subi des réformes par d’autres arrêtés royaux. Il a, notamment, été réformé par l’arrêté royal de 1935 qui introduit la double autorisation, celle du travailleur et celle de résidant belge. Auparavant, ces deux autorisations étaient totalement distinctes l’une de l’autre. Ensuite, vient l’arrêté royal de 1936 qui durcit l’obtention d’un statut octroyant plus de privilèges aux migrants. D’autres réformes ont été amenées au fil des années.

## Les controverses engendrées
En vue du manque important de main d’œuvre, la Belgique a connu d’importantes vagues d’immigration lors de la période d’après-guerre. Le but premier était de sauvegarder la « sûreté nationale » ainsi que de retrouver l’expansion économique d’antan,.
De nombreux immigrés ont été rejetés. Pour cause, de nombreuses différences bien trop importantes telles que la langue, les normes, les mœurs, les croyances… La crainte première était de subir une réduction culturelle. Outre la différence culturelle, les contestations quant à leur présence étaient conséquentes lors des périodes de crises d’emplois.
Forcément, la présence massive d’immigrés en certains lieux a engendré un profond changement dans certaines régions belges,. Par conséquent, afin de fuir ce dépaysement, certains Belges ont été amenés à abandonner leur domicile afin de trouver des endroits nettement moins, voire non fréquentés par les personnes étrangères.
L’intégration des personnes ayant immigré fut grandement facilitée par des organisations syndicales ou encore des associations qui leur ont permis de faire des rencontres avec des individus issus de mêmes communautés.
Concernant la Police des Étrangers, cette dernière est chargée de contrôler les différentes activités ainsi que leurs séjours, sur le territoire belge. Elle tient également des dossiers sur la quasi-totalité des étrangers travaillants en Belgique,
. Colette Braeckman avance que cette dernière a une très mauvaise réputation au vu du fait qu’elle a souvent été pointée du doigt pour son abus de pouvoir voire parfois, des excès de violence sur certaines personnes étrangères.

### Travaux préparatoires
- Projet de loi du 13 novembre 1951 relatif à la taxe de résidence applicable à certains étrangers, 1951-1952

### Doctrine
- Georges-Henri Beauthier, Droits des étrangers, Bruxelles, Vie ouvrière, 1982
- Colette Braeckman (préf. Pierre Mertens, ill. Chuck), Les Étrangers en Belgique, Bruxelles, Vie ouvrière, 1973
- Thierry Eggerickx et Jean-Paul Sanderson, La transition migratoire dans la Belgique industrielle de l’entre-deux-guerres : les migrations internationale. Observation, analyse et perspective, Paris, INED, 2007
- Luc Keunings, Benoît Majerus et Xavier Rousseaux, L’évolution de l’appareil policier en Belgique (1830-2002) : histoire politique et sociale de la justice en Belgique de 1830 à nos jours, Bruges, La Charte, 2004
- Mazyar Khoojinian, La Police des Étrangers face à l’immigration de travail dans la Belgique des Golden Sixties : gouvernementalité sécuritaire et gestion différentielle du séjour illégal (1962-1967), Cahiers Bruxellois, 2016 (DOI 10.3917/brux.048.0223, lire en ligne), p. 223-325
- Sarah Barnier, Sara Casella Cololombeau, Camille Gardesse, Camille Guennebeaud et Stefan Le Courant, La police des migrants : filtrer, disperser, harceler (Introduction), Paris, Le Passager clandestin, 2019, 126 p. (ISBN 978-2-36935-220-4)
- Marco Martiniello et Andrea Rea, Une brève histoire de l’immigration en Belgique, Bruxelles, Fédération Wallonie-Bruxelles, 2012 (lire en ligne [PDF])
- Xavier Rousseaux et Axel Tixhon, Du « sergent à verge » à la « profileuse » : pistes pour l’histoire des polices dans l’espace belge, du Moyen Âge au 21e siècle, Les archives des polices en Belgique :  des méconnues de la recherche ?, Bruxelles, Justice et société, 2009
- Xavier Rousseaux et David Somer, Pour une histoire de la Sûreté de l’État en Belgique : essai autour de 175 années de pénombre, La Sûreté. Essaie sur les 175 ans de la Sûreté de l’État, Bruxelles, Politeia, 2005
- Lode Van Outrive, Yves Cartuyvels et Paul Ponsaers, Les polices en Belgique : histoire socio-politique du système policier de 1794 à nos jours, Bruxelles, Vie ouvrière, 1991